# Haplochromis mylergates
Haplochromis mylergates је зракоперка из реда Perciformes и фамилије Cichlidae.

## Угроженост
Ова врста је наведена као изумрла, што значи да нису познати живи примерци.

## Распрострањење
Ареал врсте је био ограничен на Кенију, Танзанију и Уганду.

## Станиште
Ранија станишта врсте су била слатководна подручја.